# Maotchienšanské břidlice
Maotchienšanské břidlice je čínské naleziště fosílií, které se nachází v okrese Čcheng-ťiang v prefektuře Jü-si ve střední části jihočínské provincie Jün-nan. Je staré 530 milionů let (spodní kambrium) a představuje tak jedno z nejstarších nalezišť fosílií živočichů na Zemi. Maotchienšanské fosílie jsou výjimečné zachováním měkkých tkání, podobně jako známé Burgesské břidlice. Soubor nalezených organismů je označován jako čchengťiangská biota (Chengjiang biota).

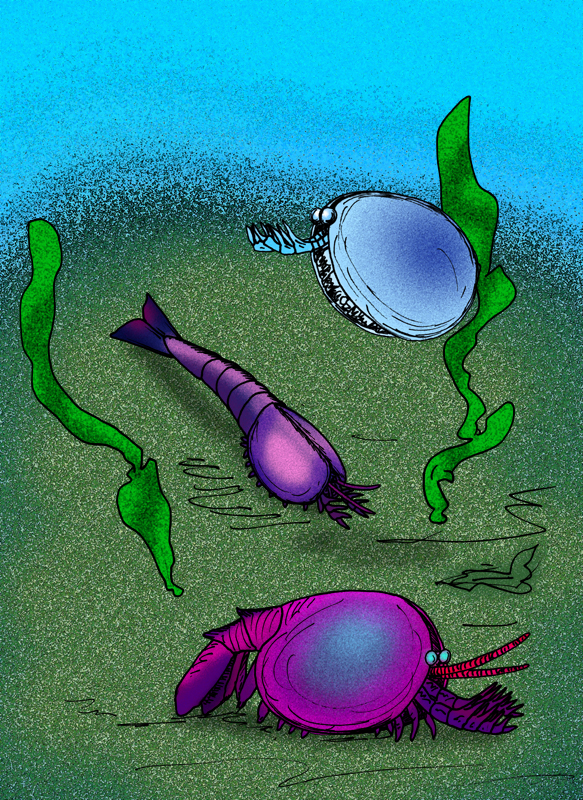
Kresba zástupců čchengťiangské bioty, členovců skupiny Megacheira. Shora Forfexicaris valida, Ovalicephalus mirabilis a Occacaris oviformis

Fosilíe zde byly nacházeny od 10. století, systematický paleontologický výzkum začal po roce 1984, kdy zde byl objeven členovec Misszhouia z řádu Nektaspida a byl uznán význam lokality.
Celkem bylo popsáno téměř 200 druhů nejrůznějších organismů. Zastoupeny jsou řasy, houby, žahavci a různé kmeny trojlistých, včetně nejstarších známých strunatců, žebernatek a hlavatců. Zdejší organismy paleontologové zatřídili do 16 různých kmenů, část však není přiřazená k žádnému kmenu.
Roku 2012 byly Maotchienšanské břidlice zahrnuty do světového dědictví UNESCO jako „Naleziště fosilií v Čcheng-ťiangu“.